# Norsk Sameråd
Norsk Sameråd var en norsk statlig myndighet. Norsk Sameråd inrättades 1964 som ett rådgivande organ för norska myndigheter i samiska frågor och ersatte det tidigare Samisk råd for Finnmark. Rådet hade 18 ledamöter, vilka utnämndes efter förslag av samiska organisationer. Rådet hade en egen administration i Karasjok.
Norsk Sameråd var rådgivande för statliga, fylkeskommunala och kommunala myndigheter. År 1975 blev rådet också tillsynsmyndighet för den nyinrättade Utviklingsfondet for de samiske bosettingsområdene.
Norsk Samerråd lades ned 1989 och ersattes av Sametinget. 